# Ludvík Vébr
Ludvík Vébr, född den 20 april 1960 i Prag, är en tjeckoslovakisk roddare.
Han tog OS-brons i tvåa med styrman i samband med de olympiska roddtävlingarna 1976 i Montréal.